# Нападение (право)
Нападе́ние (англ. assault) — термин, используемый в американо-британском праве. 
Assault также может переводиться как угроза физическим насилием. Обычно обозначает попытку применения силы или угрозу насилием (в то время как имевшее место применение силы называется побоями, англ. battery), но может включать и нанесение телесных повреждений. В США, если нападавший был намерен нанести человеку тяжёлое телесное повреждение, нападение квалифицируется как нападение при отягчающих обстоятельствах (англ. aggravated assault). Если же было нанесено (или предпринята попытка) нанести телесное повреждение средней тяжести и при этом не было использовано смертельное или опасное оружие, то нападение квалифицируется как простое (англ. simple assault).

## Детальный анализ
Традиционно в правовых системах общего права были отдельные определения для нападения и избиения. Когда это различие наблюдается, избиение относят к фактическому телесному контакту, тогда как нападение относится к реальной угрозе или попытке вызвать избиение. Некоторые юрисдикции объединили эти два преступления в нападение и избиение, которое у англоговорящих затем стало называться широко — «assault». В результате во многих из этих юрисдикций нападение приняло определение, которое больше соответствует традиционному определению избиения. Правовые системы гражданского права и шотландского права никогда не отличали нападение от избиения.
Правовые системы обычно признают, что нападения могут сильно различаться по степени серьезности. В Соединенных Штатах нападение может считаться за проступок или уголовное преступление. В Англии, Уэльсе и Австралии может быть предъявлено обвинение как в обычном нападении, как в нападении, повлекшем за собой фактическое телесное повреждение (ABH), так и нанесении тяжких телесных повреждений (GBH). В Канаде также существует трехуровневая система: небольшие (простое) нападения, нападения с нанесением телесных повреждений и нападения при отягчающих обстоятельствах. Отдельные штрафы существуют, как правило, для драки и нападения на сотрудника полиции. Нападение может совпадать с покушением на преступление; например, небольшое (простое) нападение может быть рассмотрено как покушение на убийство, если оно было совершено с намерением убить.
В юрисдикциях, в которых проводится различие между нападением и избиением, говорится, что нападение обычно сопровождает избиение, если нападавший угрожает установить нежелательный контакт и затем продолжает эту угрозу.
Таким образом, в некоторых странах бросать камень в кого-то с целью ударить его — это избиение, если камень действительно поражает человека, и нападение, если камень отсутствует.
Нападение при отягчающих обстоятельствах в некоторых юрисдикциях является более сильной формой нападения, обычно с использованием смертоносного оружия. Человек совершил нападение при отягчающих обстоятельствах, когда этот человек пытается:
- нанести серьезное телесное повреждение другому человеку со смертельным оружием
- иметь сексуальные отношения с человеком, который не достиг совершеннолетия
- причинить телесные повреждения, неосторожно управляя автомобилем во время ярости на дороге; часто упоминается как нападение на автомобиле или нападение с отягчающими обстоятельствами на автомобиле.

Из-за нападения при отягчающих обстоятельствах также может быть предъявлено обвинение в случаях попытки причинения вреда сотрудникам полиции или другим государственным служащим.
Хотя диапазон и точное применение средств защиты различаются в разных юрисдикциях, они могут применяться на всех уровнях нападения.
Существуют исключения для охвата нежелательных физических контактов, которые составляют нормальное социальное поведение, известное как минимальный вред. Нападение может также рассматриваться в случаях, связанных с плеванием или нежелательным воздействием других жидкостей организма.
Согласие может быть полной или частичной защитой от нападения в некоторых юрисдикциях, особенно в Англии.
Сотрудники полиции и судебные чиновники имеют общие полномочия применять силу для целей ареста или в целом для выполнения своих служебных обязанностей. Таким образом, судебный пристав, владеющий товарами по распоряжению суда, может применять силу, если это необходимо.
В некоторых юрисдикциях, таких как Сингапур, телесные наказания являются частью правовой системы.
В Соединенных Штатах, Соединенном Королевстве, Австралии и Канаде телесные наказания, назначаемые детям их родителями или законными опекунами, по закону не считаются нападениями, если только они не считаются чрезмерными или необоснованными. То, что представляет собой «разумное телесное наказание», варьируется как в статусном, так и в прецедентном праве. Необоснованное физическое наказание может быть обвинено как нападение или (в отдельном законе) жестокое обращение с детьми.
Многие страны, в том числе некоторые штаты США, также разрешают применение телесных наказаний для детей в школе. В английском праве, с. 58 Закона о детях 2004 года ограничивает доступность законной защиты к общему нападению в соответствии с s. 39 Закона об уголовном правосудии 1988 года.
Также в США полицейским разрешено применять оружие, для того что бы остановить подозреваемого, и это не рассматривается как нападение.
Предупреждение преступности может включать или не включать самооборону в том смысле, что использование разумной степени силы для предотвращения совершения преступления другим лицом может включать предотвращение нападения, но это может быть предотвращением преступления, не связанного с применением личного насилия.
В некоторых юрисдикциях разрешается применять силу в целях защиты собственности, чтобы предотвратить ущерб либо сам по себе, либо в рамках одного или обоих предыдущих классов защиты, поскольку угроза или попытка нанести ущерб имуществу могут рассматриваться как преступление (в английском праве в соответствии с Законом об уголовном ущербе от s5 1971 года можно утверждать, что у обвиняемого есть законное оправдание причинения вреда имуществу во время защиты и в соответствии с Законом об уголовном праве s3 от 1967 года), но также существуют и исключения. Кроме того, некоторые юрисдикции, такие как Огайо, разрешают жителям своих домов применять силу при изгнании злоумышленника. Житель просто должен заявить в суд, что они чувствовали угрозу присутствия злоумышленника.
Эта защита не универсальна: в Новой Зеландии (например) домовладельцы были осуждены за нападение на грабителей.